# Burnaby—Coquitlam
Pour les articles homonymes, voir Burnaby (homonymie) et Coquitlam (homonymie).
Burnaby—Coquitlam est une ancienne circonscription électorale fédérale de la Colombie-Britannique, représentée de 1953 à 1968.
La circonscription de Burnaby—Coquitlam a été créée en 1952 d'une partie de Burnaby—Richmond. Abolie en 1966, elle fut redistribuée parmi Burnaby—Seymour, Fraser Valley-Ouest et New Westminster.

## Géographie
En 1953, la circonscription de Burnaby—Coquitlam comprenait:
- Une partie de la ville de Burnaby, délimitée par le chemin Douglas, la route Grandview, la limite nord-ouest de la cité de New Westminster, le chenal du fleuve Fraser, les îles Douglas et Tree, la rivière Pitt, l'île Siwash, le centre du lac Pitt, l'île Goose, la Creek Hixon, la rivière Indian, le Bras Nord de l'anse Burrard et les îles Croker et Racoon

## Députés
1. 1953-1962 — Erhart Regier, CCF (1953-1962) & NPD (1962)
2. 1962-1968 — Tommy C. Douglas, NPD

- CCF = Co-Operative Commonwealth Federation
- NPD = Nouveau Parti démocratique